# 봄을 안고 있었다
《봄을 안고 있었다》(일본어: 春を抱いていた,はるをいだいていた)는 일본의 만화가이자 일러스트레이터인 닛타 유카의 보이즈 러브 만화 작품. 《MAGAZINE BE × BOY》（리브레 출판）에서 1999년부터 연재중. 영문판은 Be Beautiful에서 "Embracing Love"라는 제목으로 출판되고 있다. 한국에서는 현대지능개발사에서 13권까지 번역 출간중.
2008년 BE･BOY GOLD 8월호(리브레 출판)에 실린 《봄을 안고 있었다》 49화 〈스탠드 온 베슬〉의 속표지를 패션지에서 트레이싱한 것이 발각되었다. 이로 인해 니타 유카의 연재 중지, 발매 직전의 드라마 시디 연기, 단행본이 회수되는 사건이 일어났다. 1여년의 자숙 기간을 거친 후 2009년 11월 14권을 끝으로 완결되었다.
2005년에는 OVA로 제작되었으며 그 외에도 CD 드라마로 제작되기도 하였다.

## 줄거리
성인 비디오 배우 이와키 쿄스케와 마찬가지로 AV 배우인 카토 요지는 동성애를 테마로 한 인기소설 '봄을 안고 있었다'의 영화 캐스팅 오디션을 받는다. 이와키 쿄스케는 이 오디션으로 주연을 맞게 되어 마이너 배우에서 메이저 배우로 데뷔하게 되고, 영화에 이어 TV 드라마로도 제작되어 이와키와 카토가 캐스팅 된다. AV배우라는 꼬리표 때문에 고민하는 이와키, AV배우 경험을 살려 좀 더 뻔뻔해지라는 카토, 두 사람의 배우로서의 고민과 연기를 넘어 실제로도 연인이 된 두 사람의 생활이 그려진다.

## 등장인물
이와키 쿄스케
성우: 모리카와 토시유키
사생활보다 일을 우선시하는 조심성이 많은 남자. 성인 영화 출연 경력과 카토와의 관계 때문에 보수적인 가족과 사이가 좋지 않다.
카토 요지
성우: 미키 신이치로
대담하고 사교적으로 앞날이 촉망받는 배우. 숨기지 않는 성격이 때로는 행운으로, 때로는 문제를 일으키기도 한다.
집요하게 이와키를 쫓아 마침내 연인자리를 획득한다. 그의 선택과 동성애를 이해해주는 개방적인 가족을 가졌다.
사와 나기사
성우: 이노우에 카즈히코
작품 속 소설 '봄을 안고 있었다'의 원작자. 보수적이고 지배적인 가족때문에 한 때 경찰관으로 일했으나 자신의 본성을 깨닫고 집을 나와 소설을 쓰고 있다.
사와 유키히토
성우: 스즈키 치히로
사와 나기사의 사촌동생이자 애인. 어머니가 살해당한 것을 발견하고 경찰에 신고하였으나 범인이 아버지였다는 사실을 알고 충격을 받아 목소리를 잃었다. 어머니를 닮은 나기사를 잘 따르며 나기사가 립스틱을 바른 모습을 보고 말문을 열게 된다.
우루시자키 카즈나리
성우: 이토 켄타로
젊은 시절의 와키를 닮은 카토의 스토커, 한층 더 당당히 그를 쫓기 위해 기자가 되었다.
키쿠치 카츠야
성우: 나리타 켄
수년 전에 동성애 스캔들을 일으킨 배우로, 이와키와 카토의 관계에 대해 대중들의 호의적인 반응을 질투하고 있다.

## 스탭
- 원작: 닛타 유카 《봄을 안고 있었다》
- 감독: 닛타 요시카타
- 이그젝티브 프로듀서: 코바야시 마사키
- 프로듀서: 오미야 사부로, 타나다 토시하루
- 어시스턴트 프로듀서: 토리카이 에이코
- 캐스팅 매니저: 스즈키 고타로
- 캐릭터 디자인·총작화감독: 마루후지 히로타카
- 작화감독: 澄藤真, 마루후지 히로타카
- 각본: 와타나베 마미
- 그림콘티: 닛타 요시카타
- 연출: 이시츠키 나오즈미
- 미술감독: 누마이 노부아키, 미야마에 미츠하루
- 음악감독: 아베 노부유키
- 음악: 佐々木聡作
- 음악제작: 프론티어 웍스
- 음악 프로듀서: 요시카와 아키라
- 제작진행: 후쿠다 모토키
- 애니메이션 제작: 트라이넷 엔터테이니먼트, 네스트
- 제작: 봄을 안고 있었다 제작 위원회

## 주제가

### 오프닝 테마
- 〈private truth〉

작사: 마에다 타카히로 / 작곡: 후지키 카즈토 / 편곡: 단파 히로유키 / 노래: 모리카와 토시유키

### 엔딩 테마
- 〈One Night Cruising〉

작사: 오가사와라 치아키/ 작곡: Ug / 편곡: 아라키 마키히코/ 노래: 미키 신이치로

## 관련상품

### 만화
현대지능 개발사에서 번역·출간중
- 봄을 안고 있었다 1 (2002년 1월 1일 발매) ISBN 89-951740-4-8
- 봄을 안고 있었다 2 (2002년 1월 1일 발매) ISBN 89-951740-5-6
- 봄을 안고 있었다 3 (2002년 3월 1일 발매) ISBN 89-90064-19-8
- 봄을 안고 있었다 4 (2002년 3월 1일 발매) ISBN 89-90064-20-1
- 봄을 안고 있었다 5 (2002년 6월 1일 발매) ISBN 89-90064-89-9
- 봄을 안고 있었다 6 (2002년 10월 1일 발매) ISBN 89-5657-093-0
- 봄을 안고 있었다 7 (2003년 5월 19일 발매) ISBN 89-5657-257-7
- 봄을 안고 있었다 8 (2003년 10월 24일 발매) ISBN 89-5657-397-2
- 봄을 안고 있었다 9 (2004년 12월 25일 발매) ISBN 89-5657-684-X
- 봄을 안고 있었다 10 (2005년 8월 15일 발매) ISBN 89-5657-858-3
- 봄을 안고 있었다 11 (2006년 4월 21일 발매) ISBN 89-6002-090-7
- 봄을 안고 있었다 12 (2007년 6월 26일 발매) ISBN 978-89-6002-407-6
- 봄을 안고 있었다 13 (2008년 6월 19일 발매) ISBN 978-89-6002-685-8

### DVD
- 《봄을 안고 있었다 I》제 1 권 (2005년 3월 31일 발매)
- 《봄을 안고 있었다 II》제 2 권 (2005년 5월 28일 발매)

## 같이 보기
- 겨울매미